# Papilio daedalus
Papilio daedalus is een vlinder uit de familie van de pages (Papilionidae). De wetenschappelijke naam van de soort is voor het eerst geldig gepubliceerd in 1861 door C. & R. Felder.